# Шестдесет и пети пехотен полк
Шестдесет и пети пехотен полк е български пехотен полк, формиран през 1913 година и взел участие в Междусъюзническата (1913), Първата (1915 – 1918) и Втората световна война (1941 – 1945).

## Формиране
Историята на полка започва на 20 май 1913 година, когато във Фердинанд от 4-та дружина на 2-ри пехотен искърски полк и 4-та, 17-а и 35-а допълваща дружина се формира Шестдесет и пети пехотен полк. Полкът влиза в подчинение на Отделната бригада и участва в Междусъюзническата война (1913). На 30 май 1913 година в полка избухва т.нар. Белоградчишки бунт против войната при който войници и подофицери умъртвяват командир на 2-ра дружина от полка капитан Симеон Вакъвчиев. На следващия ден поради „голямото огорчение“ от тези събития се самоубива командира на бригадата полковник Иван Пенев. На 3 юни 1913 г. полкът тръгва към с. Чупрея, придвижва се през с. Калугер и на 3 август същата година се завръща в Брезник. До 7 август 1913 г. се демобилизира, а на 8 август се разформира.

## Първа световна война (1915 – 1918)
По време на Първата световна война (1915 – 1918) на 18 ноември 1916 година в Скопие към Планинската дивизия се формира Първи планински пехотен полк и се състои от две дружини. Влиза в състава на 1-ва бригада на дивизията. На 1 януари 1918 година е преименуван на Шестдесет и пети пехотен полк. Взема участие във войната, демобилизиран е в Кюстендил през октомври 1918 и разформирован на 17 май 1919 година. Заповеди са отдавани до 10
юни 1919 година.

## Втора световна война (1941 – 1945)
По време на Втората световна война (1941 – 1945) на 10 март 1943 година е формиран Шестдесет и пети пехотен маневрен полк, който влиза в състава на 1-ви окупационен корпус. На 24 март 1943 се отправя към Сърбия, а на 10 април е в Крушевац. По-късно се преименува в Шестдесет и пети пехотен полк и се установява на гарнизон в Крушевац. Води сражения с партизаните. Към полка се числи и ловна рота. През ноември се завръща в Свищов, а на 18 декември 1943 година е разформирован.
Повторно е формиран на 22 май 1944 година в Свищов, влиза в състава на 27-a пехотна дивизия от 1-ви окупационен корпус, като щаба на полка се установява в Прокупле, 1-ва дружина в Лесковац, а 2-ра в Куршумяни. На 9 септември 1944 г. полкът се намира в Куршумяни. На 26 септември се завръща в Свищов, на 20 октомври е обявена демобилизацията му, а заповеди се отдават до 31 октомври.

## Командири
Званията са към датата на заемане на длъжността.
| №  | звание       | име             | дати                   |
| -- | ------------ | --------------- | ---------------------- |
| 1. | Подполковник | Григор Кюркчиев | юни 1913 – август 1913 |
| 2. | Подполковник | Атанас Арнаудов | Първа световна война   |
| 3. | Подполковник | Иван Кабакчиев  |                        |
| 4. | Подполковник | Борис Станчев   | 12 май 1942 – 1946?    |

## Наименования
През годините полкът носи различни имена според претърпените реорганизации:
- Шестдесет и пети пехотен полк (20 май 1913 – 7 август 1913)
- Първи планински пехотен полк (18 ноември 1916 – 1 януари 1918)
- Шестдесет и пети пехотен полк (1 януари 1918 – май 1919)
- Шестдесет и пети пехотен маневрен полк (10 март 1943 – 1943)
- Шестдесет и пети пехотен полк (1943 – 18 декември 1943, 22 май 1944 – 1 октомври 1944)